# 埃里希·伽瑪
埃里希·伽瑪（德語：Erich Gamma，1961年—），生於瑞士蘇黎世，計算機科學家與程式設計師，對於軟體工程領域有重大影響力。他是《设计模式：可复用面向对象软件的基础》的四個共同作者之一。與肯特·貝克共同創作了JUnit，一個Java程式的單元測試框架；兩人也曾共同投入Eclipse的開發與軟體架構設計。
曾服務於IBM公司。2011年，加入微軟公司，負責Visual Studio Code的開發，是微軟蘇黎世實驗室的領導者之一。

## 生平
於蘇黎世大學取得博士學位。

## 引用
1. ↑  . Aito. Association Internationale pour les Technologies Objets.   [7 December 2022].
2. ↑  . SIGSOFT.   [1 April 2024].